# Gustaf Lindequist
Gustaf Lindequist, född 24 april 1834 i Stockholm, död där 31 augusti 1917, var en svensk ämbetsman och väg- och vattenbyggnadsingenjör.
Gustaf Lindequist var son till lagmannen Sven Fredric Lindequist. Han blev student vid Uppsala universitet 1851, 1856 filosofie kandidat och 1857 filosofie doktor där, samt avlade civilingenjörsexamen vid Högre artilleriläroverket å Marieberg 1860. Lindequist blev löjtnant i väg- och vattenbyggnadskåren 1861, kapten 1871, major 1885 och erhöll avsked 1903. Efter anställning vid statens järnvägsbyggnader som nivellör 1860–1862 och som stationsingenjör 1863–1866 var han styresman och arbetschef vid Kaveltorps gruvor och smältverk 1867–1872 och distriktsingenjör vid Bergslagsbanans byggnad i Värmland och Dalsland 1872–1880. 1879–1885 tjänstgjorde han i Väg- och vattenbyggnadsstyrelsen, där han blev byråingenjör 1882. Han var chef för övre norra väg- och vattenbyggnadsdistriktet 1885–1892 och för Mellersta distriktet 1892–1899. Lindequist utförde ett stort antal enskilda uppdrag som förslagsställare, ledare och rådgivande ingenjör rörande broar, järnvägar, kajer och vägar med mera. Han redigerade Kungl. Väg- och Vattenbyggnadskåren 1851–1901 (1904). Inom europeiska länder gjorde han många studieresor.